# Atlas (przyrząd do ćwiczeń)

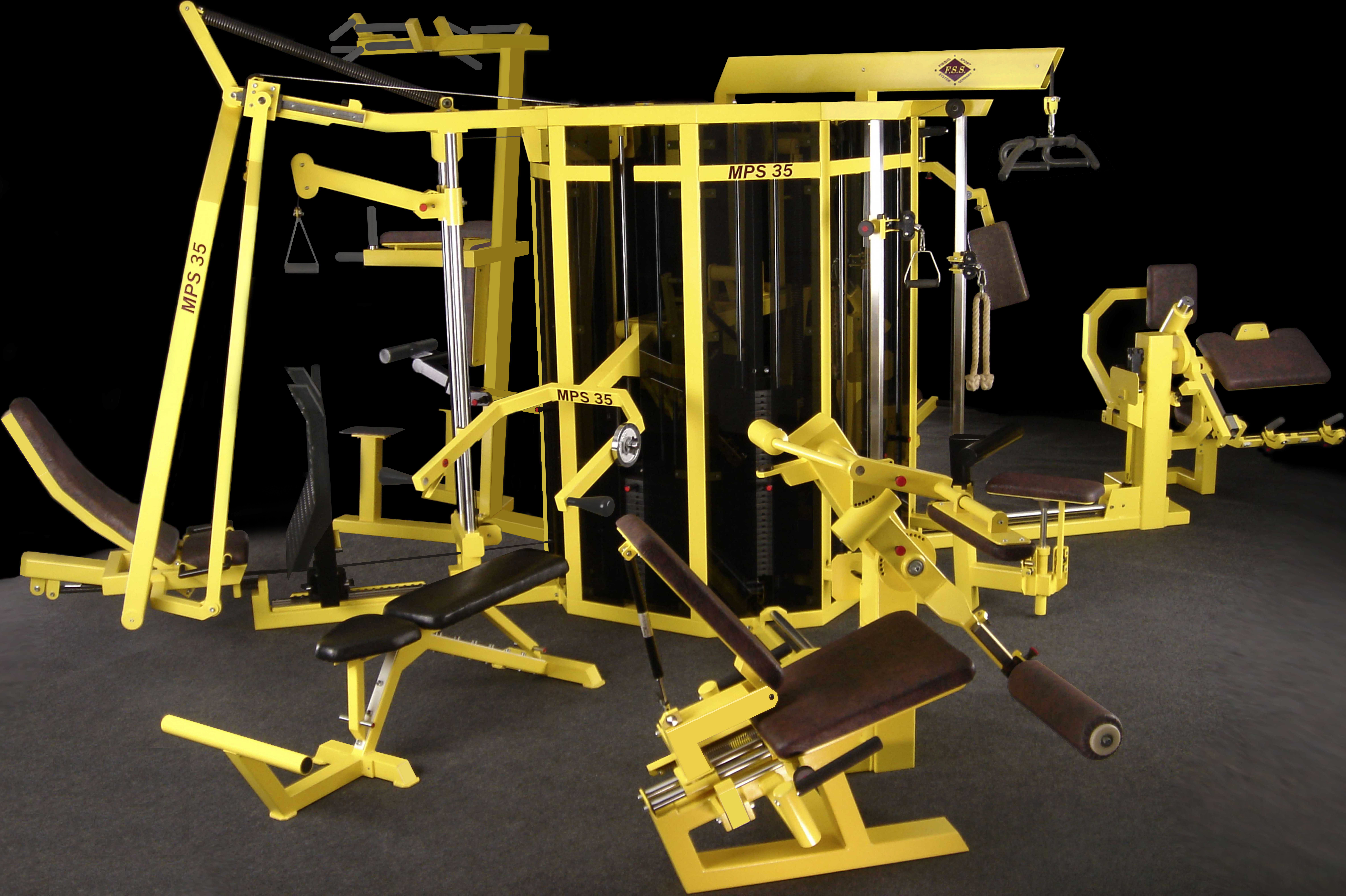
Rozbudowany atlas MPS 35, zawierający 35 różnych przyrządów do ćwiczeń

Atlas do ćwiczeń − kompaktowy, wielofunkcyjny przyrząd sportowy umożliwiający trening różnych partii mięśniowych, często równocześnie przez wiele osób niezależnie od siebie. Ze względów ekonomiki miejsca przedstawia korzystniejsze rozwiązanie niż zestaw pojedynczych przyrządów do ćwiczeń tych partii mięśniowych. Atlasy do ćwiczeń są częstym wyposażeniem siłowni.

## Budowa
Szkielet atlasu do ćwiczeń stanowi rama, na której rozmieszczone są w różnych kierunkach (często wokół) stanowiska do ćwiczeń. Atlasy są wyposażone w wyciągi oraz stosy (bloki) ciężarków pozwalające na wielostopniowy, indywidualny dobór obciążenia. Atlasy mogą być: 
- jednostanowiskowe − przeznaczone do wykonywania ćwiczeń przez jedną osobę, przeważnie mniejsze, mniej zaawansowane, posiadające jeden stos obciążników oraz
- wielostanowiskowe − przeznaczone do wykonywania ćwiczeń przez wiele osób równocześnie, bardziej zaawansowane, posiadające kilka stosów obciążników[1].

Poprzez ograniczony zakres ruchów trening z atlasem jest bezpieczniejszy (lecz niekoniecznie efektywniejszy) niż trening z użyciem zwykłej sztangi czy hantli, gdyż możliwy zakres ruchu jest ograniczony przez maszynę, a przez to ryzyko kontuzji staje się mniejsze.